# Rio Semme
O rio Semme é um rio localizado nos departamentos de Creuse e Haute-Vienne, na França. É afluente, pela margem direita, do rio Gartempe, e nasce em Saint-Priest-la-Feuille. Corre para oeste e passa pelos seguintes departamentos e comunas:
- Creuse: Saint-Priest-la-Feuille, Saint-Pierre-de-Fursac, Saint-Maurice-la-Souterraine
- Haute-Vienne: Fromental, Saint-Amand-Magnazeix, Bessines-sur-Gartempe, Châteauponsac, Villefavard, Rancon, Droux